# Surbiton Trophy 2001
Il Surbiton Trophy 2001 è stato un torneo di tennis facente parte della categoria ATP Challenger Series nell'ambito dell'ATP Challenger Series 2001. Il torneo si è giocato a Surbiton in Gran Bretagna dal 5 al 10 giugno 2001 su campi in erba.

## Vincitori

### Singolare
Taylor Dent ha battuto in finale  Neville Godwin con il punteggio di 4–6, 7–6(3), 6–2

### Doppio
David Adams /  Ben Ellwood hanno battuto in finale  Jeff Coetzee /  Marcos Ondruska con il punteggio di 7–6(5), 6–4